# Plaissan
Plaissan är en kommun i departementet Hérault i regionen Occitanien i södra Frankrike. Kommunen ligger i kantonen Gignac som tillhör arrondissementet Lodève. År 2022 hade Plaissan 1 610 invånare.

## Befolkningsutveckling
Antalet invånare i kommunen Plaissan
Referens:INSEE